# Équipe cycliste Alasayl
L'équipe cycliste Alasayl est une équipe cycliste professionnelle féminine basée aux Émirats arabes unis, créée en 2018.

## Histoire de l'équipe
Fondée pour participer au calendrier de la saison 2018, l'équipe est la première équipe féminine créée au Moyen-Orient,. Elle est accompagnée par l'équipe de courses équestres Al Asayl.
L'effectif se construit autour de nationalités assez variée, dont l'iranienne Mandana Dehghan, ou encore l'irlandaise Roisin Thomas qui s'était illustrée en 2016 en ayant parcouru les 7 émirats du pays à vélo, 472km effectués en une journée,.
L'équipe remporte deux titres, le championnat d'Ouzbékistan avec Ekaterina Knebeleva et celui du contre-la-montre avec Renata Baymetova
La structure ne court que pendant la saison 2018.

## Classements UCI
Ce tableau présente les places de l'équipe au classement de l'Union cycliste internationale en fin de saison, ainsi que la meilleure cycliste au classement individuel de chaque saison.
| Année | Classement par équipes | Meilleure coureuse au classement individuel |
| 2018  | 43e                    | Mandana Dehghan (244e)                      |

L'équipe participe à l'UCI World Tour féminin. Le tableau ci-dessous présente les classements de l'équipe sur ce circuit, ainsi que sa meilleure coureuse au classement individuel.
| Année | Classement par équipes | Meilleure coureuse au classement individuel |
| 2018  | -                      | -                                           |

## Encadrement
Le directeur sportif est Hamid Khamseh. Le représentant de l'équipe auprès de l'UCI est Raslan Alahmad.

## Alasayl en 2018

### Effectif
| Effectif 2018            | Effectif 2018     | Effectif 2018       | Effectif 2018     |
| Cycliste                 | Date de naissance | Pays                | Équipe précédente |
| ------------------------ | ----------------- | ------------------- | ----------------- |
| Nadin Almaskari          | 14 mars 2025      | Émirats arabes unis |                   |
| Alyazia Al-Nahyan        | 14 mars 2025      | Émirats arabes unis |                   |
| Shouq Alnowais           | 14 mars 2025      | Émirats arabes unis |                   |
| Mandana Dehghan          | 26 février 1991   | Iran                |                   |
| Ekaterina Knebeleva      | 13 décembre 1996  | Ouzbekistan         |                   |
| Grace Phang              | 13 septembre 1985 | Malaisie            |                   |
| Roisin Thomas            | 17 avril 1989     | Irlande             |                   |
| Ebtissam Zayed           | 25 septembre 1996 | Égypte              |                   |
|                          |                   |                     |                   |
| Source : ProCyclingStats |                   |                     |                   |

### Victoires
| Victoires | Victoires | Victoires | Victoires | Victoires | Victoires |
| Date      | Course    | Pays      | Classe    | Vainqueur |           |
| --------- | --------- | --------- | --------- | --------- | --------- |

### Classement mondial
| Classement UCI | Classement UCI   | Classement UCI | Classement UCI |
| Coureuse       | Coureuse         | Pays           | Points         |
| -------------- | ---------------- | -------------- | -------------- |
| 244e           | Mandana Dehghan  | Iran           | 50 pts         |
| 490e           | Renata Baymetova | Ouzbekistan    | 15 pts         |
| 599e           | Ebtissam Zayed   | Égypte         | 6 pts          |